# Stanisław Cukier
Stanisław Cukier (ur. 11 lutego 1954 w Zakopanem) – polski rzeźbiarz, dyrektorZespołu Szkół Plastycznych im. Antoniego Kenara w Zakopanem (1994-2019). Pochodzi z podhalańskiej rodziny Cukrów.

## Życiorys
Absolwent Państwowego Liceum Sztuk Plastycznych im. A. Kenara w Zakopanem (1976). W latach 1976–1981 studiował w Akademii Sztuk Pięknych w Warszawie. Dyplom z wyróżnieniem w pracowni prof. Zofii Demkowskiej (1981). Po studiach  kilka lat pracował jako wykładowca warszawskiej uczelni w Pracowni Techniki Odlewania. W 1991 został nauczycielem, a w latach 1994–2019 dyrektor zakopiańskiego liceum plastycznego im. Kenara. Prace artysty znajdują się w zbiorach m.in. w Muzeum Narodowego we Wrocławiu, Muzeum Narodowego w Krakowie, Muzeum Narodowego w Warszawie oraz British Museum w Londynie. 

## Ważniejsze wystawy indywidualne
- 1987 BWA, Toruń
- 1987 Galeria "B" Toruń
- 1988 BWA, Włocławek
- 1988 BWA, Legnica
- 1989 Galeria "Inny Świat" Warszawa
- 1991 Galeria "Yam" Zakopane
- 1991 Galeria "Kanonia", Kraków
- 1991 BWA, Kielce
- 1991 Galeria Dembińskich, Warszawa
- 1992 Mała Galeria, BWA, Nowy Sącz
- 1992 Galeria Antoniego Rząsy, Zakopane
- 1995 Galeria "Ostrołęka"
- 1995 Galeria "C" BWA Ciechanów
- 1998 Wystawa Indywidualna "Gesty i Powroty" Geleria Arsenał Muzeum Książąt Czartoryskich (Oddział Muzeum Narodowe w Krakowie) Kraków
- 2021 Galerii Wydziału Rzeźby "R" ASP, Kraków[4]

## Ważniejsze wystawy zbiorowe (do 1999 r.)
- 1992 X Międzynarodowe Biennale Dantego, Rawenna (Włochy)
- 1993 " Mirois obscurs", Albert Constantin Galerie de la Rize, Lyon (Francja)
- 1993 Centre des Arts de Meylan, Grenoble (Francja)
- 1994 "Salon de Printemps '94", Palais Municipal de Lyon (Francja)
- 1994 44 współczesnych artystów wobec Matejki, Muzeum Narodowe, Kraków
- 1996 "Fidem",  Neuchatel  (Szwajcaria)
- 1996 "Fidem",  Wrocław
- 1998 Haga (Holandia)
- 1999 "Dla Edyty Stein ", Kraków
- 1999 "Dla Edyty Stein "  Wrocław
- 1999 "Dla Edyty Stein "  Oświęcim
- 1999 "Dla Edyty Stein "  Lublin

## Nagrody i wyróżnienia (do 1992 r.)
- 1983  " Chrystus w życiu człowieka"  (wyróżnienie w konkursie)
- 1986  I Triennale Rzeźby  (nagroda)
- 1989  II Triennale Rzeźby  (Grand Prix)
- 1992  Biennale Małej Formy Rzeźbiarskiej w Ravennie, (Włochy) (Złoty Medal)

## Odznaczenia
- 2016 – Srebrny Medal „Zasłużony Kulturze Gloria Artis”[5]